# Ледник Кука
Ледник Кука (фр. Glacier Cook) — большая ледяная шапка на острове Гранд-Тер, на Французских Южных и Антарктических Территориях, расположенных в южной части Индийского океана.

## География
Ледник Кука достигает максимальной высоты 1049 метров, имел площадь примерно в 500 км², но в 1963 году площадь сократилась до 400 км².
Осадков выпадает до 2000 мм в год.
Назван в честь британского исследователя Джеймса Кука (1728—1779). На французских навигационных картах начала XX века, ледник назывался Рихтгофен.
Ледник имеет около шестидесяти языков.